# Parapediasia atalanta
Parapediasia atalanta är en fjärilsart som beskrevs av Stanislas Bleszynski 1963. Parapediasia atalanta ingår i släktet Parapediasia och familjen Crambidae. Inga underarter finns listade i Catalogue of Life.